# Dorota Nieznalska
Dorota Nieznalska (ur. 19 września 1973 w Gdańsku) – polska artystka wizualna identyfikowana z nurtem sztuki krytycznej. Tworzy przede wszystkim obiekty rzeźbiarskie, instalacje, zajmuje się także sztuką wideo i fotografią.

## Edukacja
Ukończyła Liceum Sztuk Plastycznych w Gdyni-Orłowie. Jest absolwentką Wydziału Rzeźby Akademii Sztuk Pięknych w Gdańsku, dyplom uzyskała w 1999 w Pracowni Intermedialnej prof. Grzegorza Klamana.

## Twórczość
Od 1998 współpracowała z Galerią Wyspa i Fundacją Wyspa Progress. W 1999 w ramach 11. biennale młodych artystów organizowanego przez fundację Germinations Europe uzyskała stypendium pobytowe w Hull w Wielkiej Brytanii. Uzyskała również stypendium pobytowe w Ostdeutsche Galerie w Ratyzbonie w Niemczech (2005/06). Jest laureatką Nagrody Prezydenta Miasta Gdańska dla Młodych Twórców i Naukowców (2000). Zdobyła III miejsce w konkursie na plakat Federacji na Rzecz Kobiet i Planowania Rodziny, Warszawa 2005.
W swojej sztuce koncentruje się na problemie społecznego uwarunkowania i funkcjonowania człowieka, jego cielesności w polskiej, katolickiej rzeczywistości, dekonstruuje role kobiety i mężczyzny w patriarchalnym społeczeństwie. Próbuje przedstawić problem ksenofobicznej przemocy.
Deklaruje się jako ateistka.

## Nagrody
- Laureat Nagrody Miasta Gdańska dla Młodych Twórców w Dziedzinie Kultury (2000)[3]

### InstalacjaPasja

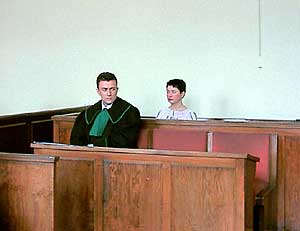
Dorota Nieznalska na ławie oskarżonych w Sądzie Rejonowym w Gdańsku 28 kwietnia 2003 roku

W grudniu 2001 w Galerii Wyspa w Gdańsku otwarto wystawę Doroty Nieznalskiej pt. Nowe Prace, której częścią była instalacja Pasja. Na instalację składał się film (obraz ćwiczącego na siłowni mężczyzny) oraz obiekt (zdjęcie męskich genitaliów umieszczone na krzyżu). Tytuł instalacji odwoływał się do tematów pasyjnych w sztuce religijnej. O wystawie poinformował lokalny dodatek „Gazety Wyborczej” oraz telewizja TVN. Wiadomość medialna o tematyce wystawy i użytych w niej środkach artystycznych spowodowała oskarżenie artystki o obrazę uczuć religijnych, dokonane na podstawie doniesienia grupy działaczy i posłów Ligi Polskich Rodzin, m.in. Gertrudy Szumskiej i Roberta Strąka. 18 lipca 2003 Nieznalska została skazana na karę sześciu miesięcy ograniczenia wolności (wykonywania pracy na cele społeczne).
Po wniesieniu apelacji sąd wyższej instancji stwierdził popełnienie błędów proceduralnych na niekorzyść oskarżonej i nakazał powtórzenie procesu. Skandal towarzyszący temu wydarzeniu z jednej strony zaszkodził recepcji twórczości artystki, kojarzonej przede wszystkim z instalacją Pasja oraz wynikłym z niej procesem, ale z drugiej strony ogromnie spopularyzował nazwisko Nieznalskiej, które urosło do roli głównego symbolu w dyskusji na temat roli artysty i jego sztuki w społeczeństwie, a także powinności krytyki artystycznej.
Ostatni proces dotyczący Pasji odbył się 11 marca 2010 w Sądzie Okręgowym w Gdańsku. Sąd uznał prawomocnym wyrokiem, że nie ma dowodów przemawiających za tym, że artystka miała na celu obrażanie innych osób. Dorotę Nieznalską uznano za niewinną.

## Wystawy indywidualne
1992
- Klub Plama – Gdańsk (Zaspa)

1999
- Rysunek – Piwnice Królewskie, Gdańsk
- Absolucja – Galeria Wyspa, Gdańsk

2000
- Vitium Originis – Galeria Wyspa, Gdańsk
- Modus Operandi – Centrum Sztuki Współczesnej Zamek Ujazdowski, Warszawa

2001
- Dominacja – Centrum Sztuki Współczesnej „Łaźnia”, Gdańsk
- Pasja – Galeria Arsenał, Białystok

2001/02
- Pasja – Galeria Wyspa, Gdańsk

2002
- Potencja – Galeria Sektor I, Katowice

2003
- Dominacja – Teatr Polski w Bydgoszczy
- Oto ciało moje... – pokaz w ramach Międzynarodowego Festiwalu Teatralnego Reminiscencje, Stowarzyszenie Rotunda, Kraków
- Absolucja – Norrtälje Konsthall, Szwecja

2004
- Implantacja perwersji – Klub Le Madame, Warszawa

2006
- Nr 44 – Kunstforum Ostdeutsche Galerie, Ratyzbona, Niemcy
- Posłuszeństwo – Galeria Stary Browar, Poznań

2008
- Demokracja – Komuna Otwock, Warszawa
- Połączenia bezpośrednie – Fundacja Free Arts, Klub Od Nowa, Toruń

2009
- Królestwo – Galeria Piekary, Poznań

2010
- Selekcja – Modelarnia, tereny Stoczni, Gdańsk

2011
- Miasto-Zdarzenie Re-Konstrukcja Przemocy – Gdańska Galeria Miejska2, Gdańsk

2012
- 196 k.k. fotografie, wideo – Galeria Ego, Poznań
- Dorota Nieznalska, Królowa Polski – Muzeum Narodowe w Gdańsku, Oddział Sztuki Nowoczesnej – Pałac Opatów, Gdańsk

2013
- Suur-Suomi/Great-Finland, Wyspa Art Institute, Gdańsk[5]

Źródło